# أسلام أباد العليا (زرين دشت)
أسلام أباد العلیا (بالفارسية: اسلام‌آباد علیا) هي قرية تقع في إيران في قسم زرين دشت الريفي. يقدر عدد سكانها بـ 60 نسمة .